# Robert Knox
Robert Knox (Kent, 21 d'agost de 1989 – Sidcup, 24 de maig de 2008), fou un actor londinenc conegut pel seu paper en la sisena pel·lícula de la saga de Harry Potter. Pocs dies després d'acabar el rodatge amb Daniel Radcliffe, aquest es va veure embolicat en una baralla rondaire en la qual, per salvar el seu altre germà, va ser assassinat brutalment per un jove a punyalades. Els actors de Harry Potter van assistir al seu funeral.

## Mort
Va morir per una punyalada rebuda en un intent desesperat de protegir el seu germà petit Jamie, que aleshores tenia setze anys, durant una baralla que va esclatar prop de l'estació de tren de Sidcup, Kent, i va continuar al carrer. La mort es va produir poc després de la mitjanit, immediatament després de ser traslladat a l'hospital. A la seva arribada després de la baralla, la policia va trobar quatre menors ferits, i Knox va disparar al pit, ja en agonia.